# Paweł Rączka (lekkoatleta)
Paweł Rączka (ur. 15 lipca 1970 roku w Warszawie) – polski lekkoatleta, biegał na dystansie 110 m przez płotki, mistrz i wielokrotny rekordzista Polski młodzików, juniorów młodszych i juniorów. Uczestnik Mistrzostw Europy Juniorów. Wielokrotnie pobijał własne rekordy Polski. Ze sportem związany od 12 roku życia. Przez 14 lat jako zawodnik, a później trener, również reprezentacji Polski. Z wykształcenia pedagog, ukończył studia na Uniwersytecie Warszawskim. W latach 1986–1990 reprezentował barwy Warszawianki, w latach 1991 - 1998 barwy Gwardii Warszawa.

## Wybrane osiągnięcia
Sezon letni 110m ppł
14.20 - 29.05.1987 r. - wysokość płotków 100 cm - rekord Polski - junior młodszy - 4-krotnie poprawiał swój rekord - tydzień w tydzień
14.81 - 4.06.1987 r. - 4 miejsce - Olimpijskie Nadzieje - Zielona Góra
14.55 - 23-25.07.1987 r. - 1 miejsce - 100 cm wysokość płotków - XIV Ogólnopolska Spartakiada Młodzieży - Bielsko Biała
41.42 - 6 - 9.08.1987 r. Mistrzostwa Europy Juniorów w Birmingham - upadek na 9 płotku, najmłodszy uczestnik Mistrzostw Europy Juniorów
14.47 - 23.08.1987 r., Hawana - junior młodszy - Zawody Przyjaźni - 4 miejsce
14.44 - 16-17.07.1988 r. - 1 miejsce - XV OSM Mistrzostwa Polski Juniorów - Piła
14.10 - 12-14.08.1988 r. - junior - Młodzieżowe Zawody Przyjaźni - Nyiregyhaza - 1 miejsce
14.41 - 27-30.07.1989 r. - 1 miejsce  - XVI Ogólnopolska Spartakiada Młodzieży - Kielce
14.59 - 24 - 27 sierpnia 1989 roku, Mistrzostwa Europy Juniorów w Varazdinie - 3. wynik w swojej kategorii wiekowej Europy (bieg z upadkiem!) - 5 miejsce w półfinale
14.01 - 3.09.1989 r. - Kraków - junior - Mistrzostwa Polski Seniorów
13.89 - 12.08.1990 r. - Zabrze - mityng - rekord życiowy
14.19 - 3.07.1991 r. - Kraków - Memoriał Walasiewiczówny
13.98 - 30.08.1991 r. - 4 miejsce - Młodzieżowe Mistrzostwa Polski w Stargardzie - (badanie pod kątem dopingu) - dyskwalifikacja
14:00 - 8.09.1991 r. - Słupsk - dyskwalifikacja
3 lata przerwy przez dyskwalifikację (2 lata dyskwalifikacji i rok zawieszenie zawodnika do czasu wyjaśnienia sprawy)
13.98 - 21.05.1995 r. - Warszawa - senior
14.09 - 21-23.06.1995 r. - 6 miejsce - Warszawa
14.36 - 18–20.08.1995 r. - 3 miejsce w biegu eliminacyjnym - Warszawa - Mistrzostwa Polski Seniorów
14.10 - 13.07.1996 r. - Kraków - Memoriał Walasiewiczówny - senior
15.18 - 1997 r. - 6 miejsce - Sopot - Memoriał Janusza Kusocińskiego
14.19 - 24.05.1997 r. - Poznań - senior
14.36 - 30.05.1998 r. - Bydgoszcz - Pierwsza liga lekkoatletyczna - senior
14.00 - 26-28.06.1998 r. - 4 miejsce - Wrocław - Mistrzostwa Polski Seniorów
14.62 - 8.09.1998 r. - Warszawa - Memoriał Janusza Kusocińskiego -  zakończenie kariery zawodniczej
Sezon halowy - 60 m ppł
8.36 - 8-9.02.1986 r. - Halowe Mistrzostwa Polski w Zabrzu - złoty medal w dwuboju płotkarskim (60 m ppł + 300m → 8.36 + 37.11)
8.20 - 30-31.01.1988 r. - 1 miejsce - Warszawa/Zabrze - Halowe Mistrzostwa Polski Juniorów
8.04 - 25-26.02.1995 r. - 5 miejsce - Spała - Halowe Mistrzostwa Polski
7.95 - 22-23.02.1997 r. - 3 miejsce - Spała - Halowe Mistrzostwa Polski
Podczas swojej kariery trenerskiej miał też pod swoją opieką płotkarzy reprezentacji Polski juniorów.
Trener:
- rok 2009 powołanie do kadry Mistrzostw Świata Juniorów w Bressanone (3 - 12.07.2009 r.) w charakterze trenera (Rafał Wiszniewski),
- rok 2011 powołanie w charakterze trenera kadry narodowej na Mistrzostwa Europy Juniorów w Tallin (21 - 24.07.2011 r.) (Konrad Donczew, Filip Drozdowski),
- rok 2012 - pomoc w przygotowaniu kolarzy sprinterów Kadry Narodowej Polskiego Związku Kolarskiego do Igrzysk Olimpijskich w Londynie 2012 r.,

W 1999 roku Paweł Rączka wraz z Beatą Świątkowską – Gołąbek założyli Fundację Rozwoju Sportu, która ma na celu promowanie lekkiej atletyki wśród dzieci i młodzieży oraz pomoc klubom i sportowcom, a także wspieranie idei fair-play.
Jest uznawany za najlepszego specjalistę od techniki płotkarskiej w Polsce. Przez cztery lata trenował polski talent w biegu na 110 m ppł - Damiana Czykiera, doprowadził go do Igrzysk Olimpijskich w Rio de Janeiro. Obecnie pod swoją opieką ma grupę lekkoatletów z klubu UKS Gepard. Współpracuje z młodymi tenisistami dbając o ich przygotowanie ogólnorozwojowe oraz siatkarkami klubu AZS-AWF Warszawa. Prowadzi także zajęcia biegowe dla różnych grup wiekowych i o różnym stopniu zaawansowania sportowego.